# Хаићански гурд
Хаитски гурд (хаићански: goud ayisyen) је званична валута на Хаитију. Међународни код је HTG. Симбол за гурд је G. Издаје га Банка Републике Хаити. У 2009. години инфлација је износила 3,5%. Један гурд састоји се од 100 центима.
Први пут је уведен 1813. године.
У оптицају су апоени од 10, 25, 50, 100, 250, 500 и 1000 гурда као и кованице од 	5, 10, 20 и 50 центима и 1 и 5 гурда.